# Karin Kessow
Karin Kessow (Rostock, 8 januari 1954) is een schaatsster uit Oost-Duitsland. Ze vertegenwoordigde haar vaderland op de Olympische Winterspelen 1976 in Innsbruck en won de gouden medaille op de wereldkampioenschappen allround in 17975.

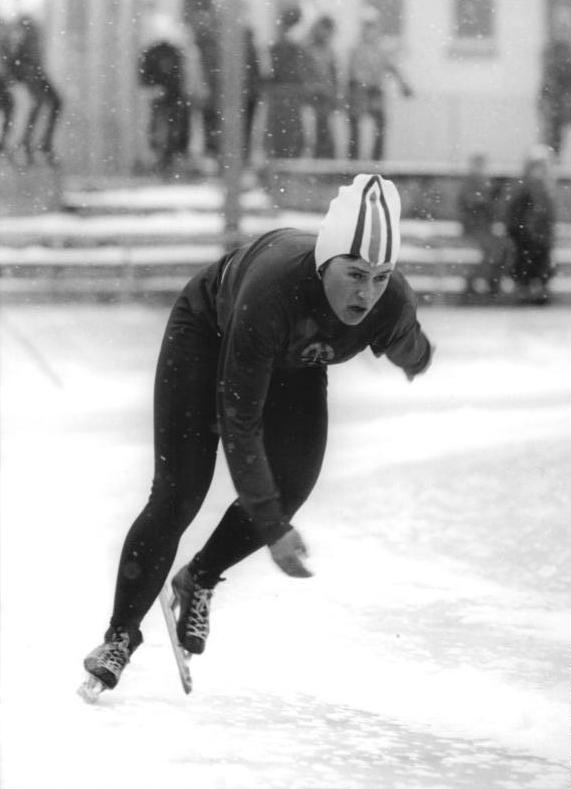
Karin Kessow tijdens de wereldkampioenschappen 1975 in Assen.

## Resultaten

### Olympische Spelen
| Jaar | Plaats    | Resultaten                  |
| ---- | --------- | --------------------------- |
| 1976 | Innsbruck | 5e 1500 meter 4e 3000 meter |

### Wereldkampioenschappen
| Jaar          | Plaats | Resultaten  |
| ------------- | ------ | ----------- |
| 1975 Allround | Assen  | Allround    |
| 1976 Allround | Gjøvik | 7e Allround |

### Europese kampioenschappen
| Jaar | Plaats | Resultaten   |
| ---- | ------ | ------------ |
| 1974 | Medeu  | 11e Allround |

### Duitse kampioenschappen
| Jaar | 500 m | 1000 m | 1500 m | 3000 m | Allround | Sprint |
| ---- | ----- | ------ | ------ | ------ | -------- | ------ |
| 1972 | 7e    | 7e     | 4e     | 4e     | -        | -      |
| 1973 | -     | -      | -      | -      | 5e       | Goud   |
| 1974 | -     | -      | -      | -      | 4e       | 4e     |
| 1975 | -     | -      | -      | -      | Brons    | Zilver |
| 1976 | 5e    | 5e     | 4e     | Brons  | -        | -      |

## Persoonlijke records
| Afstand    | Tijd    | Datum           | Baan     |
| ---------- | ------- | --------------- | -------- |
| 500 meter  | 44,20   | 30 maart 1976   | Alma-Ata |
| 1000 meter | 1.27,20 | 30 maart 1976   | Alma-Ata |
| 1500 meter | 2.13,30 | 22 maart 1976   | Alma-Ata |
| 3000 meter | 4.39,10 | 28 maart 1976   | Alma-Ata |
| 5000 meter | 8.20,40 | 26 oktober 1975 | Chemnitz |